# Округ Вејн (Ајова)
Округ Вејн (енгл. Wayne County) је округ у америчкој савезној држави Ајова.

## Демографија
По попису из 2010. године број становника је 6.403, што је 327 (-4,9%) становника мање 2000. године.
| Група             | 2000.         | 2010.         |
| Белци             | 6.614 (98,3%) | 6.244 (97,5%) |
| Афроамериканци    | 4 (0,1%)      | 18 (0,3%)     |
| Азијати           | 10 (0,1%)     | 18 (0,3%)     |
| Хиспаноамериканци | 48 (0,7%)     | 69 (1,1%)     |
| Укупно            | 6.730         | 6.403         |